# Nomades de la mer

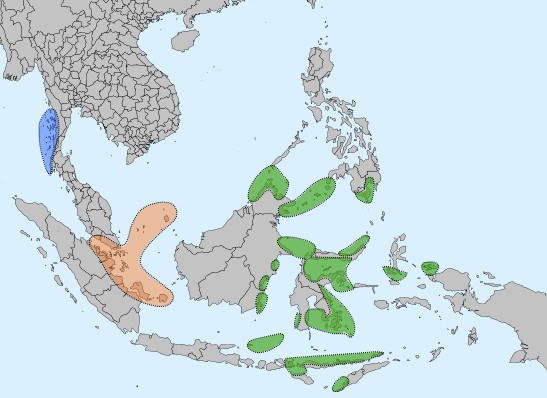
Régions habitées par les Nomades de la mer : en bleu, les Moken et Moklen, en beige les Orang Laut et en vert les Bajau

Les « nomades de la mer » (« Sea Gypsies » dans la littérature de langue anglaise) sont différentes populations d'Asie du Sud-Est :
- Les Bajau des côtes d'Indonésie, de Malaisie Orientale (Bornéo) et des Philippines. On inclut parfois dans les Bajau des populations de même mode de vie mais de langue makassar et bugis de Sulawesi du Sud.
- Les Moken ou Selung du sud de la Birmanie et de la Thaïlande.
- Les Orang Laut, « gens de la mer » de Malaisie et d'Indonésie.
- Les Urak Lawoi' de Thaïlande.

## Langue
Les langues des Bajau appartiennent au groupe dit Sulu-Bornéo de la branche malayo-polynésienne des langues austronésiennes.
Celles des autres groupes Moken, Orang Laut, Urak lawoi', font partie du groupe des langues malaïques des langues malayo-polynésiennes.